# Impressions in Blood
Impressions in Blood är ett musikalbum från 2006 av det polska death metal-bandet Vader.

## Låtlista
1. "Between Day and Night" - 0:41
2. "ShadowFear" - 4:50
3. "As Heavens Collide..." - 2:41
4. "Helleluyah!!! (God Is Dead)" - 3:02
5. "Field of Heads" - 4:06
6. "Predator" - 5:12
7. "Warlords" - 2:43
8. "Red Code" - 2:30
9. "Amongst the Ruins" - 4:07
10. "They Live!!!" - 2:13
11. "The Book" - 5:07